# Antonio Hernández Palacios
Pour les articles homonymes, voir Antonio Hernández et Hernández.
Antonio Hernández Palacios est un peintre et auteur de bande dessinée espagnol, né le 16 juin 1921 à Madrid et mort le 19 janvier 2000 dans la même ville.

## Biographie
Après trente ans dans la publicité, Antonio Hernández Palacios se lance dans la bande dessinée dans les années 1970, avec le personnage de western Manos Kelly, dont les aventures sont publiées par le magazine espagnol Trinca. Il dessine également la série Mac Coy, sur un scénario de Jean-Pierre Gourmelen dont les dessins s'inspirent fortement des affiches de cinéma qu'il illustre dans la première partie de sa carrière.

### Périodique
- Trinca

### One shot
- Les Droits de l'homme , Magic Strip, 1989
Scénario, dessin et couleurs : Antonio Hernández Palacios et Cie -  (ISBN 2-8035-0166-X)
- Roland à Roncevaux, Les Humanoïdes Associés, « Collection noire », 1981
Scénario et dessin : Antonio Hernández Palacios -  (ISBN 2-7316-0103-5)

## Prix
- Festival de Lucques 1974 : Prix Yellow-Kid du scénariste/dessinateur étranger